# 倪维斗 (中国大陆)
倪维斗（1932年10月6日—），男，浙江宁波人，中华人民共和国动力机械工程专家，中国工程院院士，北京清华大学教授。

## 生平
倪维斗于1950年入读清华大学，次年被保送至苏联莫斯科鲍曼高等工业学院，并于1957年毕业。1962年，获苏联列宁格勒加里宁理工学院副博士学位。1990年，被授予俄罗斯荣誉科学博士。1991年，当选为国际高校科学院院士。

## 外部連結
- 北京清華大學倪維斗教授頁面